# Devlet Girai
Devlet Girai fou kan dels tàtars de Sibèria, en resistència contra Rússia.
Quan el seu cosí Ablai Girim fou fet presoner el 1636 va agafar la direcció de la lluita (no s'hauria proclamat kan fins al 1650). Comptava amb un centenar d'homes. Una germana seva es va casar a Bukharà amb algun príncep. El 1637 va enviar un missatge a Tura oferint la rendició però no fou cregut i de fet era per obtenir informació. El 1640 aliat als calmucs va saquejar Tarkhanskoi Ostrog. El I641 els russos van enviar un cos de 272 homes en la seva persecució i molts dels seus seguidors van morir i altres foren capturats, entre aquestos un nebot i una neboda del cap torgut Urluk. El 1642 va intentar incitar al calmuc Taisha Ishkep a atacar als russos al que assegurava que els establiments prop de Tiumèn podien ser atacats fàcilment. El 1645 Devlet Girai va fer propostes de pau a Rússia i s'esmenten llavors altres prínceps de la família, Bugai o Abugai, fill d'Ishim Khan, i Kuchuk, fill d'Ablai Girim. El 1646 Abugai amb un grup de calmucs va fer un atac a la frontera russa; Abugai i Kuchuk van atacar altres cop, ara la rodalia d'Ufa, el 1648; les depredacions eren constants. El març de 1649 els prínceps xibànides aliats als calmucs van saquejar els establiments del Iset. El 1650 els russos van enviar un ambaixador, que el va trobar mig mort de gana i de necessitat, tenint només una ovella per mantenir-se amb els seus seguidors durant un mes, i finalment va rebre provisions d'un tàtar d'Ufa. El 1651 Devlet Girai i Abugai, amb alguns calmucs i tàtars van cremar el monestir de Dolmatof Uspenskoi, i van saquejar altres llocs a l'Iset; Bugai va atacar el poble de Buigamakova, al Tara.
Uns mesos després Devlet i un fill (del que no es diu el nom) i un gendre de nom Gam Bagashaef, van cremar un llogaret tàtar anomenat Chiplarova. Els russos que el van perseguir no el van atrapar. Un resultat similar va tenir l'expedició enviada des de Tiumén el 1653 contra Devlet Girai i Kanchuvar. El novembre de 1653 Bugai, Kuchuk i Kanchuvar vivien al Tobol. El 1655 van fer una ràtzia al districte de Tobol. El 1656 Bugai i els seus cosins Kanchuvar i Chucheki, fills d'Ablai, van sortir del seu campament al Ishim, on també vivia Devlet Girai, en una nova ràtzia. El 1659 Bugai, Kuchuk, Kanchuvar i Chuchdei, aliats als calmucs van fer una campanya en què van destruir els pobles de Tunuskaya, Lubaiskaya, Kulebinskaya, Chobkaya, i Barabinskaia, matant 59 homes i 2 dones i fent 358 presoners homes i 375 dones; molts d'aquestos presoners foren després alliberats a petició del príncep dels dzungars calmulcs.
Després del 1660 no se'n torna a parlar, i el petit contingent de resistents hauria estat absorbit pels calmucs.